# Geger
För andra betydelser, se Geger (olika betydelser).

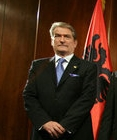
Albaniens före detta president Sali Berisha är en geg från norra Albanien.

Geger (på albanska gegë, gegët), namn på albansktalande personer med gegiska som dialekt.
Den andra gruppen av albaner är tosker.